# Château de Buckton
Pour les articles homonymes, voir Buckton.
Le château de Buckton est un bâtiment médiéval situé près de Stalybridge, en Angleterre,.